# 살레와
살레와(Salewa)는 이탈리아의 의류 브랜드로, 주로 등산 의류 및 장비를 취급한다.